# Ростово-Новочеркасская операция
Ростово-Новочеркасская операция (6—10 января 1920) — наступательная операция Южного (ком. А. И. Егоров, члены РВС — И. В. Сталин и М. М. Лашевич) и Юго-Восточного (ком. В. И. Шорин, члены РВС — С. И. Гусев и И. Т. Смилга) фронта РККА против сил ВСЮР (ком. А. И. Деникин) во время Гражданской войны на Дону.
Ударной группе фронта в составе 1-й конной армии Буденного, усиленной 9-й и 12-й стрелковыми дивизиями, была поставлена задача — в Донецком бассейне окружить Добровольческую Армию и занять Таганрог, Ростов-на-Дону, Нахичевань и переправы через Дон. Замысел операции состоял в стратегическом рассечении Армии Деникина на две части — на Украине и на Дону.
Добровольческий корпус отходил вдоль ж/д линии Курск-Харьков-Харцызск — Матвеев курган.
В советских источниках сообщается, что в ночь с 6 на 7 января красные войска захватили Таганрог. Это немного не так. 31 декабря красными был захвачен только Дебальцево - 130 км. до Таганрога, а белогвардейские части уже оставили «тупиковый» Таганрог. Поэтому 6 января 11-я кав. и 9-я стр. дивизии вошли в город, уже неделю как "освободившийся" от белогвардейцев.
Ростов остались оборонять Добровольческий корпус (генерал А. П. Кутепов) и Донская армия (генерал В. И. Сидорин) белых. Наиболее ожесточенные бои развернулись в районе Генеральского Моста через р. Тузлов (30 км севернее Ростова-на-Дону), где 7 января Сводный кавалерийский корпус белых под командованием генерала С. М. Топоркова сумел потеснить части 1-й Конной армии красных (командующий С. М. Буденный). Но в этот же день фланговым манёвром Конный сводный корпус красных (командующий Б. М. Думенко) овладел Новочеркасском, грозя выйти в тыл соединениям белых, которые сражались севернее Ростова-на-Дону. Красными войсками были захвачены 167 орудий, 8 танков, 8 самолетов.
4-й Донской кавалерийский корпус Мамонтова, вопреки приказу Деникина, ушёл за Дон, поэтому Добровольческие части (Корниловская ударная дивизия) из Нахичевани-на-Дону (ныне район Ростова) были направлены закрыть брешь в обороне.
В ночь на 9 января войска 8-й и 1-й Конной армий начали уличные бои в Ростове. 9 января отступавшая с фронта Корниловская ударная дивизия сумела выбить красных из Ростова, но это всего лишь позволило остаткам белогвардейцев прорваться к мостам через Дон и уйти на левый берег. 10 января Ростов полностью стал советским. РККА захватила 11 тыс. пленных, 7 танков и пр.
Войскам Вооруженных сил Юга России было нанесено поражение, но разгромить их не удалось.
16 января Верховный совет Антанты принял решение о снятии экономической блокады с РСФСР.